# Wereldkampioenschap voetbal 2018 (kwartfinale) Brazilië - België
Dit artikel gaat over een wedstrijd in de kwartfinales tussen Brazilië en België die gespeeld werd op vrijdag 6 juli 2018 tijdens het wereldkampioenschap voetbal 2018. Het duel was de 58e wedstrijd van het toernooi.

## Voorafgaand aan de wedstrijd
- Brazilië stond bij aanvang van het toernooi op de tweede plaats van de FIFA-wereldranglijst.[1]
- België stond bij aanvang van het toernooi op de derde plaats van de FIFA-wereldranglijst.[2]
- De confrontatie tussen de nationale elftallen van Brazilië en België vond viermaal eerder plaats.[3]
- Het duel vond plaats in het Kazan Arena in Kazan. Dit stadion werd in 2013 geopend en heeft een capaciteit van 45.105.

## Wedstrijdgegevens[4]
| Datum                | 6 juli 2018                                                                           | 6 juli 2018                                                                           |
| Wedstrijdnummer      | 54                                                                                    | 54                                                                                    |
| Stadion              | Kazan Arena, Kazan                                                                    | Kazan Arena, Kazan                                                                    |
| Toeschouwers         | 42.873                                                                                | 42.873                                                                                |
| Scheidsrechter       | Milorad Mažić                                                                         | Milorad Mažić                                                                         |
| Assistenten          | Milovan Ristić Dalibor Đurđević                                                       | Milovan Ristić Dalibor Đurđević                                                       |
| Vierde official      | Jair Marrufo                                                                          | Jair Marrufo                                                                          |
| Videoscheidsrechters | Daniele Orsato Mark Borsch (assistent) Paweł Gil (assistent) Felix Zwayer (assistent) | Daniele Orsato Mark Borsch (assistent) Paweł Gil (assistent) Felix Zwayer (assistent) |
| Man van de wedstrijd | Kevin De Bruyne                                                                       | Kevin De Bruyne                                                                       |
|                      | Brazilië                                                                              | België                                                                                |
| Doelpunten           | 1                                                                                     | 2                                                                                     |
| Gele kaarten         | 2                                                                                     | 2                                                                                     |
| Rode kaarten         | 0                                                                                     | 0                                                                                     |
| Wissels              | 3                                                                                     | 2                                                                                     |
| Schoten op doel      | 19                                                                                    | 5                                                                                     |
| Schoten naast doel   | 7                                                                                     | 3                                                                                     |
| Overtredingen        | 14                                                                                    | 16                                                                                    |
| Hoekschoppen         | 8                                                                                     | 4                                                                                     |
| Buitenspel           | 1                                                                                     | 0                                                                                     |
| Vrije trappen        | 16                                                                                    | 15                                                                                    |
| Balbezit (%)         | 57                                                                                    | 43                                                                                    |

| Brazilië | 1 – 2        | België |
| Renato Augusto 76' | goals        | 13' (e.d.) Fernandinho 31' De Bruyne |
| Tite | bondscoach   | Roberto Martínez |
| Alisson Thiago Silva Miranda Marcelo Fagner Philippe Coutinho Paulinho 73' Fernandinho Gabriel Jesus 58' Neymar Willian 46' | opstellingen | Thibaut Courtois Toby Alderweireld Vincent Kompany Jan Vertonghen Axel Witsel Kevin De Bruyne Marouane Fellaini Thomas Meunier 87' Romelu Lukaku Eden Hazard 83' Nacer Chadli |
| Roberto Firmino 46' Douglas Costa 58' Renato Augusto 73'                                                                    | wissels      | 83' Thomas Vermaelen 87' Youri Tielemans |
| Fernandinho 85' Fagner 90'                                                                                                  | gele kaarten | 47' Toby Alderweireld 71' Thomas Meunier |